# Arcidiecéze salcburská
Arcidiecéze salcburská (latinsky Archidioecesis Salisburgensis) je katolickým metropolitním sídlem v Rakousku, které je současně obsazeno františkánem Franzem Lacknerem.
Arcidiecéze v současnosti spravuje kromě města Salcburk, také celou spolkovou zemi Salcbursko a severovýchod Tyrolska. Je metropolitní diecézí pro západ a jih Rakouska. Hlavním chrámem diecéze je katedrála svatého Ruperta a Virgila.
Byla založena roku 739 jako biskupství a v roce 798 se stala arcibiskupstvím, čímž je po arcibiskupství kolínském druhou nejstarší dosud existující arcidiecézí v německy mluvícím prostoru. V letech 1328 – 1803 byla i suverénním státem (Salcburské knížecí arcibiskupství).
Salcburskému arcibiskupovi náleží titul Primas Germánie.

## Historie

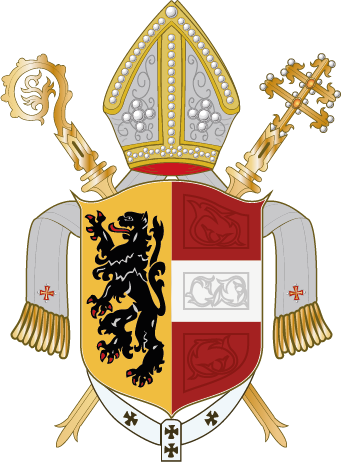
Znak salcburské arcidiecéze

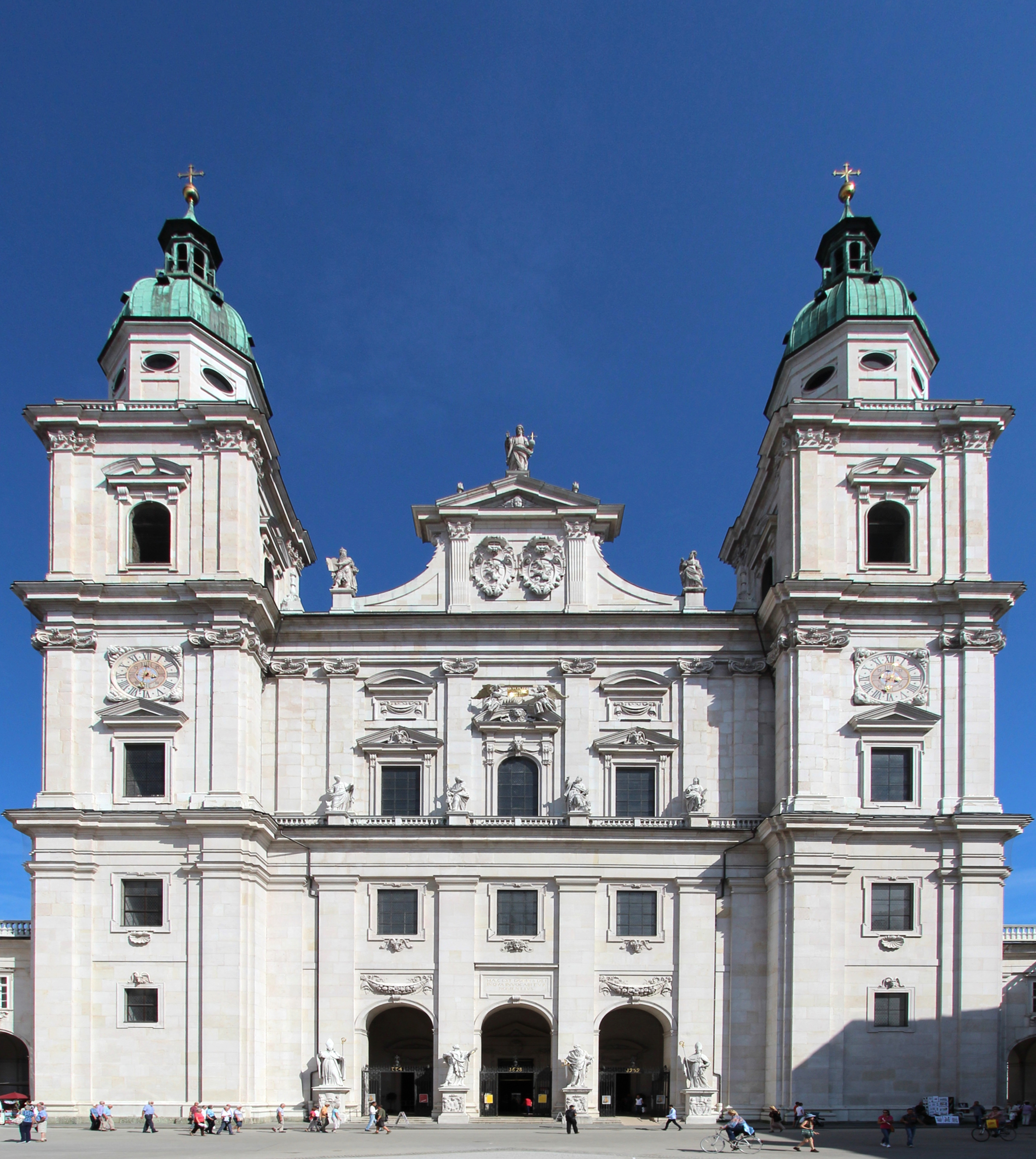
Salcburská katedrála

Okolo roku 690 založil svatý Rupert na troskách římského města Iuvavum biskupství, roku 696 klášter svatého Petra (Stift Sankt Peter) a roku 714 i ženský klášter benediktinek na Nonnbergu (klášter Nonnberg). V roce 798 bylo biskupství povýšeno na arcibiskupství a stalo se tak církevním centrem Rakouska a části Bavor (tzv. Altbayern).
Arcibiskupu Eberhardovi II., důležitému spojenci Štaufů, se v letech 1200 až 1246 podařilo z dosavadních menších hrabství, fojtství a soudních okrsků vybudovat pevné arcibiskupské panství. S uznáním hranic bavorským velkovévodou roku 1275 začíná poslední fáze postupného osamostatnění Salcburska a vymanění se z bavorského vlivu. Roku 1328 bylo v Salcbursku vydáno vlastní zemské zřízení, čímž se země stala samostatným státem v rámci Svaté říše římské. Jako knížectví-arcibiskupství se Salcbursko vyvíjelo jako nárazníkový stát mezi Bavorskem a habsburskými zeměmi.
V roce 1462 a na přelomu let 1525 a 1526 došlo k selským povstáním. Kníže-arcibiskup Leopold Antonín Firmian donutil v letech 1731–1732 k emigraci asi 20 tisíc protestantů (tzv. salcburští exulanti – Salzburger Exulanten).
Pro hospodářství nebyl v 16. století rozhodující jen obchod se solí, ale i dobývání zlata v Gasteinertalu. Výnosy byly svého času největší v Evropě.
Roku 1803 bylo knížecí arcibiskupství sekularizováno. Jako sekularizované kurfiřtství připadlo Salcbursko Ferdinandu III. Toskánskému a v roce 1805 společně s Berchtesgadenem Rakouskému císařství. Roku 1810 Bavorsku a po Vídeňském kongresu (1816) bez Berchtesgadenu a Rupertiwinkelu opět Rakousku. Samotné arcibiskupství bylo roku 1807 omezeno na území vlastního Salcburska a východu Severního Tyrolska. Až dlouho po zániku Rakouska-Uherska, v roce 1951, arcibiskup Rohracher přestal užívat knížecí titul.